# Hoằng Trạch
Hoằng Trạch là một xã thuộc huyện Hoằng Hóa, tỉnh Thanh Hóa, Việt Nam.
Xã Hoằng Trạch có diện tích 3,38 km², dân số năm 2019 là 4609 người, mật độ dân số đạt 1363,6 người/km².

## Vị trí địa lý và nông, thương nghiệp
Hoằng Trạch là xã thuộc vùng Đông Nam huyện Hoằng Hóa, phía Bắc giáp xã Hoằng Thành, phía Tây giáp xã Hoằng Đại, phía Đông giáp xã Hoằng Châu, phía Nam giáp xã Hoằng Tân và Sông Mã.
Theo sử sách và các di tích để lại Hoằng Trạch trước kia là sông ngòi, kênh rạch, do quá trình vận động của địa chất và tác động của thiên nhiên, sự bồi lắng của 2 dòng Sông Mã, biển lùi dần tạo thành một vùng đất bãi bồi ven sông.
Trải qua nhiều thế hệ, tổ tiên đã về đây khai phá lập thành trang trại và phát triển dần thành cộng đồng dân cư và lập nên làng như ngày nay.
Tháng 10 năm 1953, diện tích tự nhiên của xã là 368,5 ha. Sau năm 2016, diện tích được phân vạch theo địa giới hành chính là 338,47 ha, trong đó đất canh tác là 226,41 ha.
Địa bàn hành chính xã được phân chia làm 5 thôn ứng với 5 làng truyền thống: Hà Đồ, Đồng Lạc, An Hảo, Hàm Ninh, Xuân Tiến.
Địa bàn dân cư của các làng được phân bố theo địa hình đất đai nên không liền kề nhau, có làng cách xa nhau 4 km như Xuân Tiến, Hàm Ninh.
Là xã vùng Đông Nam cách xa trung tâm huyện lị, đường giao thông quốc lộ, tỉnh lộ không có, chỉ có một con đường huyện lộ đi từ trung tâm huyện đến các xã Đông Nam là đường huyện số 16.
Trung tâm xã có một chợ có nguồn gốc từ xa xưa được đặt tên là Chợ Mới Lam, mỗi tháng họp 24 phiên vào buổi sáng.
Là một vùng đất được bồi lấp do biển lùi dần nên đồng ruộng không bằng phẳng nơi sâu trũng, nơi gò cao, dẫn đến sản xuất nông nghiệp gặp nhiều khó khăn.
Cây nông nghiệp chủ yếu là lúa nước, ngô, thuốc lào.

## Lịch sử
Lịch sử thành lập làng có khác nhau về thời gian nhưng hầu hết các làng đều có lịch sử hình thành từ hơn 1000 năm về trước.
Khi cách mạng tháng 8 thành công 5 làng của xã hiện nay thuộc Tổng Bái Trạch. Đến tháng 10 năm 1953, Tổng Bái Trạch được chia làm 4 xã là Hoằng Lộc, Hoằng Thành, Hoằng Trạch và Hoằng Đại, tên xã Hoằng Trạch được ra đời từ đó.
Theo lịch sử của các làng toàn xã có 61 dòng họ, các tên của làng được thay đổi nhiều lần như: Làng Đồng Lạc trước có tên là xóm Cao Đăng Thượng, sau đổi thành Đồng Bình và hiện nay là thôn Đồng Lạc; Làng Xuân Tiến trước đây có tên gọi là Nông Trang Quán, xóm Bái Côi, làng Xuân Nông và hiện nay là thôn Xuân Tiến; Làng An Hảo trước đây có tên là Hồ Mí, Yên Mỹ và hiện nay là thôn An Hảo; Làng Hàm Ninh trước đây có tên là Hồ Tó, Yên Phó, Yên Phú và hiện nay là thôn Hàm Ninh; duy chỉ có thôn Hà Đồ được gọi tên từ trước đến nay.
Xã đã hoàn thành chương trình mục tiêu quốc gia về xây dựng nông thôn mới vào năm 2018.

## Dân cư
Địa bàn dân cư của các làng được phân bố theo địa hình đất đai nên không liền kề nhau, có làng cách xa nhau 4 km như Xuân Tiến, Hàm Ninh.
Dân số khi chia xã là 637 hộ với 3892 khẩu đến nay (2009) là 1256 hộ với 4706 khẩu.

## Danh nhân
Tiến sĩ Đỗ Đức Ty – Chủ tịch HĐQT Tổng Công ty đầu tư phát triển đô thị - CTCP và Công ty Cổ phần đầu tư phát triển Vicenza (KCN Lễ Môn, thành phố Thanh Hoá) là 1 trong 50 đại biểu được ra Hà Nội báo công dâng Bác nhân dịp kỷ niệm 50 năm thực hiện Di chúc của Chủ tịch Hồ Chí Minh năm 2019.
Nhà giáo nhân dân Lê Văn Hoành - nguyên giáo viên Trường THPT chuyên Lam Sơn, người đã dìu dắt nhiều học sinh giành được huy chương trong các kỳ Olympic Vật lý Quốc tế.